# Арапска књижевност
Арапска књижевност је књижевност на арапском језику. Арапска реч која се користи за књижевност je „Adab”, која је изведена из значења бонтон, што подразумева уљудност, културу и обогаћивање.
Арапска књижевност се појавила у 5. веку са само фрагментима писаног језика који су се појавили пре тога. Куран многи сматрају једним од најбољих књижевних дела на арапском језику. То дело је имало трајни ефекат на арапску културу и књижевност. Арапска књижевности је цветала током златног доба ислама, и остала је вибрантна до данашњег дана, са песницима и писцима прозе широм арапског света, као и остатка света, који остварују све веће успехе.

## Укратко о Арапима
Арапи су народ семитског порекла који је првобитно настањивао Арапско полуострво, али се доцније шири на север Африке, ка југозападној Азији, Индији, Кавказу и средњој Азији. Подељени су на многа племена. У прошлости су се превасходно бавили номадским сточарством (бедуини), а касније и земљорадњом (феласи). Постојала је и малобројна трговачка класа која је живела у Меки, која је била и верски центар преисламских Арапа. Пошто је, Арапско полуострво колевка ислама већина Арапа припада тој религији мада има и хришћана (православни Копти у Египту и католици и Сирији и Либану), па и неких других религија.
Арапска књижевност је најбогатија и најраширенија семитска книжевност која је утицала на писменост свих арапских народа.

### Главни токови и основне црте арапске књижевности
Преисламска књижевност (око 500.-622.) Углавном је заступљена поезија. Песници номади стварају песме касиде по тачно утврђеном облику. Ти метри су се сачували и у каснијим вековима, а да нису претрпели скоро никакве промене. Песник је имао задатак да слави своје племе, велича његове подвиге у биткама у којима и сам учествује и наруга се непријатељу. Главне карактеристике ове поезије су, ипак, стереотипност и артизам. То је усмена поезија коју су са генерације на генерацију преносили рецитатори (рави). Једна збирка ових песама зове се Муалаке, што у дословном преводу значи обешене (јер су, по легенди, биле исписане златним словима и висиле у храму у Меки и Ћаби).
Књижевност у доба ширења ислама и арапске државе (622—750) Испочетка не даје ништа значајније у литератури, тј. представља назадовање у односу на претходни период, јер је Мухамед био непријатељ поезије сматрајући је ослонцем паганизма. После смрти Мухамеда, његове присталице су наставиле освајања земаља и ширење ислама. Заузели су Сирију, Ирак, сасадинску Персију и Египат. Владајућа династија је Умајада. Дамаск је главни град новостворене државе, Медина центар куранских наука, а Мека град ходочашћа и економски центар. Почетком VIII века опет процветава поезија. Главна песничка форма је и даље касида али се из њеног пролога насиба развија и љубавна лирика газел. Тада се отпочиње и са радовима у лексикографији и филологији као и на скупљању старог песништва и Мухамедових предања.
Класични период (750—1055) То је период када династију Умајада замењује династија Абасида која ће владати наредних пет векова. Држава се протеже од Самарканда до Шпаније, а арапска култура апсорбује у себе персијске, индијске и грчке елементе. Арапска књижевност постаје скуп заједничког рада свих исламских народа на арапском језику, па обухвата и Персијанце, Турке, Бербере и др.. Абасидска престоница постаје Багдад где је основана и багдадска филолошка школа, а јављају се и други центри књижевности.
Посткласично доба почиње уласком Селџука у Багдад (1055), а престаје пропашћу Багдадског халифата (1258). Долази до опадања стварања вредних књижавних дела и пера.
Мамелучко доба (1258—1800) карактерише наставак опадања квалитета арапске књижевности, мада је тада формиран коначан облик 1001 ноћи, а створени су и неки популарни романи.
'''Ново доба арапске књижевности''' почиње Наполеоновим походима на Египат и протеже се до савременог доба.
Арапски језик припада јужној групи семитских језика. Свој коначни облик добио је у VIII веку захваљујући Курану, хадису и древној поезији.

### Хиљаду и једна ноћ
Ова  збирка прича вуче корене из различитих земаља и народа: старих Арапа, Јермена, старе Индије, Мале Азије, Персије, посебно од династије Сасанида, из старог Египта, месопотамске митологије, старе Сирије и средњовековног арапског фолклора из ере халифата. Данас је преведена на готово све светске језике.
Мада најстарији рукопис датира из XIV века, научници почетке дела, генерално, сврставају између VIII и IX јер се већ тада помиње данас изгубљена персијска збирка индијског порекла Хиљаду прича која је била преведена на арапски као Хазар афсана (око X века). То је био подстрек арапским скупљачима да из уста приповедача скупљају низове прича и да им додају приче персијског и грчког порекла, настојећи да саставе збирке које ће дати велики округао број прича. Тако је настала прва верзија Хиљаду и једне ноћи. Последња верзија, каква се и данас публикује, потиче из XV-XVI века.
За све верзије је карактеристична једна оквирна прича о краљу Шахријару и његовој жени Шехерзади, а унутар ње су уметнуте остале. Осим Шехерзаде, у збирци се појављују јунаци који такође приповедају не само своју судбину, него и оно што су чули као посебну приповетку. Тако настају нове приче што композицију чини веома сложеном па неке теоретичаре њен шематски приказ подсећа на лавиринт, неке пак, на концентричне кругове. Пошто Шехерзада цару прича приче да би спасла своју главу, она му сваке ноћи прича само одломак приче, одлажући наставак за идуће вече. Притом нове приче стално одлажу расплет и омогућавају крајњу напетост у ишкекивању како ће се ствар завршити, али коначног расплета нема па се судњи дан стално одлаже.
Тематика прича је разноврсна: историјска, љубавна, еротична; а и жанрови: трагедије, комедије, бурлеске, песме. У причама се јављају митска места и ликови који се мешају са историјским личностима и географским подручјима. Тако се помињу халиф Харан ал-Рашид, персијски песник Абу Науз и везир Јафар ал-Бармани. (Сви живели у VIII веку). Најчувеније приче су: Аладинова чаробна лампа, Алибаба и 40 хајдука и Седам путовања Синдбада Морепловца. Језик дела није негован, чак је помало и нехатан чиме приче одударају од уобичајене арапске посвећености правилама у стварању књижевног дела.
Уз све врлине и мане Хиљду и једна ноћ остаје монументална фреска арапске нарави, а њен утицај на светску књижевност је огроман. Многи писци су насловима својих дела алудирали на 1001 ноћ, такође постоје бројне референце међу Борхесовим причама на ову збирку, а Едгар Алан По је написао и причу под називом Хиљаду и друга Шехерзадина прича у којој описује осмо Синдбадово путовање. Наведеним примерима се не исцрпљује утицај дела.

## Жене у арапској књижевности
По речима Кларисе Берт,
Упркос историјским и друштвеним условима који су допринели готово потпуном одсуству женског поетског израза у књижевним записима, што је трајало у арапској култури од преисламског периода до деветнаестог века, уз неколико значајних изузетака, жене песникиње које пишу на арапском су оствариле огромне напретке од почетка 20. века у погледу представљања својих поетских остварења у водећим културним форумима. Оне су исто тако допринеле мноштву нових и модерних поетских струја у књижевној култури широм арапског света.
Мада нису имале значајну улогу у арапској књижевности током већег дела њене историје, жене су имале следбеничку улогу. Женска књижевност на арапском језику је релативно мало изучавана, и у веома скромној мери је заступљена у већини образовних система на арапском језику, што значи да је њена проминентност и важност углавном потцењена.